# Kongen af Queens
Kongen af Queens, på engelsk The King of Queens, er en amerikansk sitcom, der kørte fra 1998 til 2007 over ni sæsoner og 207 afsnit. I USA kørte serien på Columbia Broadcasting System, og i Danmark på TV 2, TV 2 Zulu og Xee. Serien blev skabt af David Litt og Michael J. Weithorn og har Kevin James, Leah Remini og Jerry Stiller i hovedrollerne som hhv. Douglas, Carrie og Arthur.

## Overblik
Seriens første afsnit flytter Arthur, Carries far, ind hos hende og ægtemanden Douglas. 
Han får plads i husets kælder, og siden hans indflytning følger seeren livet for de tre parter og deres venner. Douglas er lastvognchauffør hos IPS og Carrie arbejder som assistent for et advokatfirma.

### Format
Et afsnit af Kongen af Queens varer en halv time inkl. reklamer, og ca. 21.5 minutter uden. De indledes sommetider med en kort scene på ca. et halvt minut, før titelskærmen præsenteres, og den egentlige handling indledes.